# Hirsutiella
Hirsutiella är ett släkte av spindeldjur som beskrevs av Schluger och Vysotzkaja 1970. Hirsutiella ingår i familjen Trombiculidae.
Släktet innehåller bara arten Hirsutiella zachvatkini.